# Caesonia bellula
Caesonia bellula är en insektsart som först beskrevs av Stsl 1855.  Caesonia bellula ingår i släktet Caesonia och familjen Flatidae. Inga underarter finns listade i Catalogue of Life.